# NOTAR

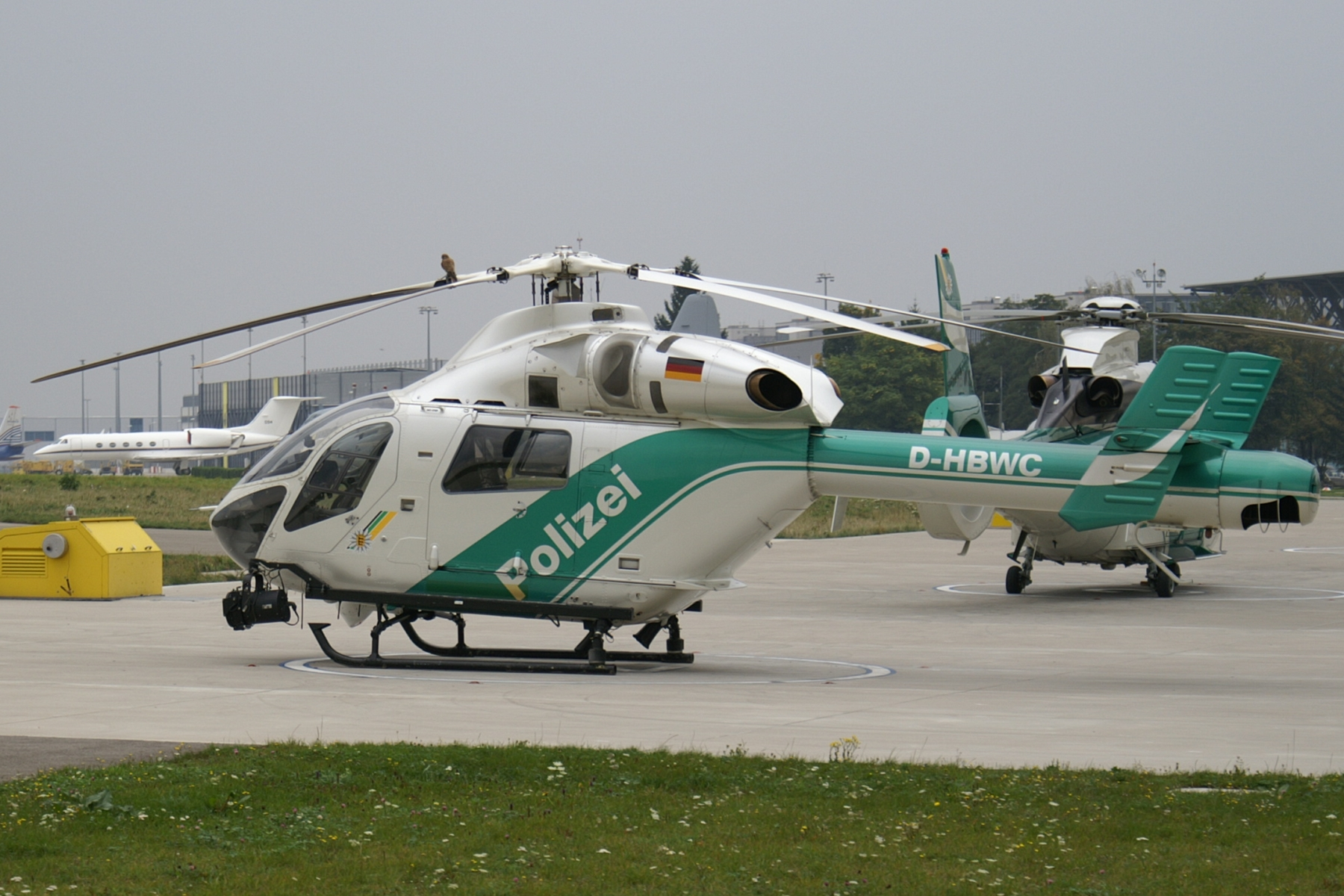
Вертолёт MD 900 полиции Германии

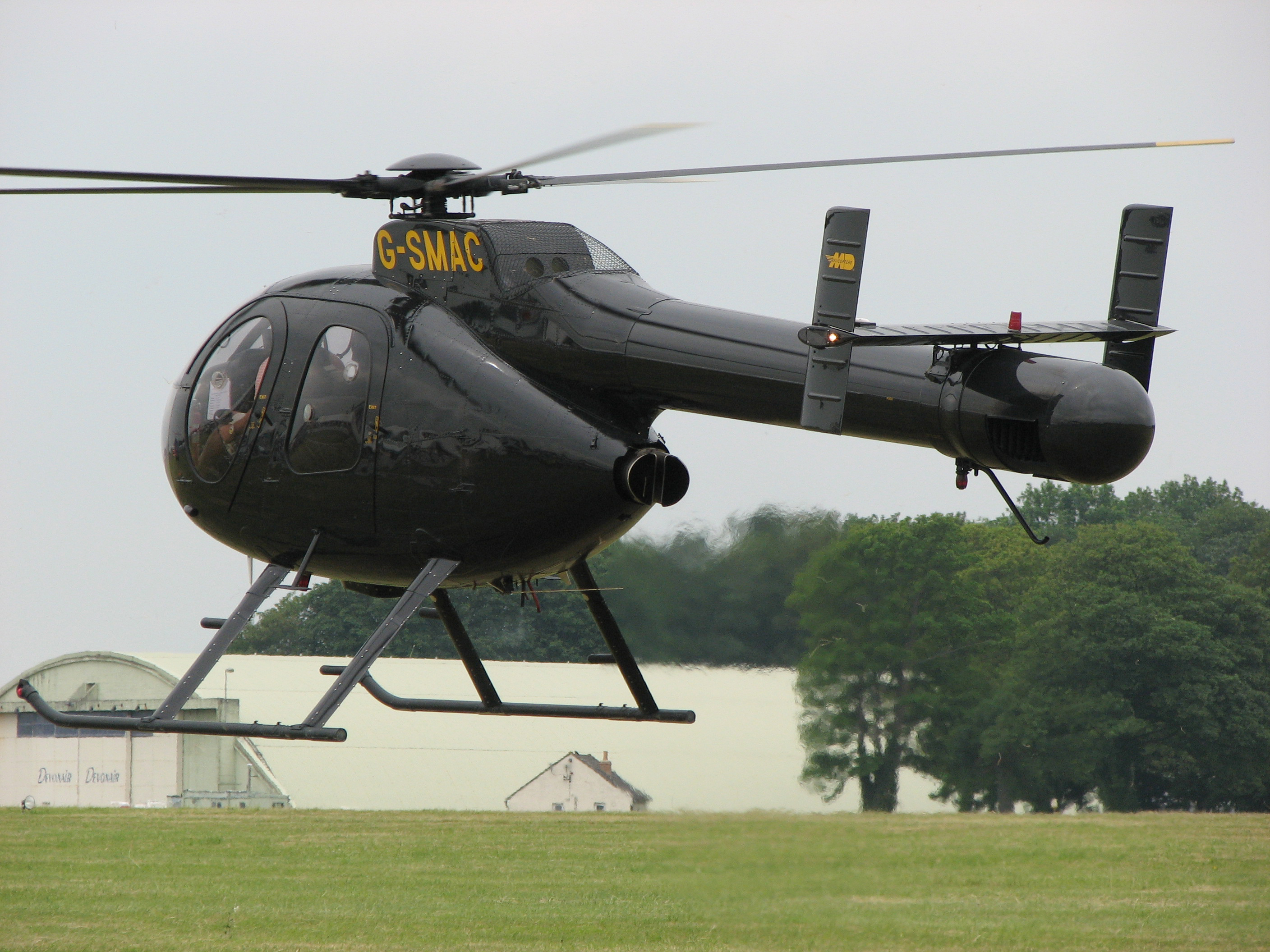
Вертолёт MD 520N

NOTAR (англ.  No Tail Rotor — «без хвостового винта») — система компенсации реактивного момента от несущего винта и управления вертолётом по рысканью, применяемая вместо рулевого винта. 
Состоит из вентилятора, установленного в задней части фюзеляжа, и системы воздушных сопел на хвостовой балке. Сопла в корневой части балки воздействуют на пограничный слой, вследствие чего возникает эффект Коанда — поток воздуха от несущего винта изменяет своё направление, отклоняясь в сторону; этим компенсируется реактивный момент. В конце балки установлено управляемое реактивное воздушное сопло, применяемое для непосредственного управления по рысканью.

## Идея

1 — воздухозаборник, 2 — вентилятор, 3 — хвостовая балка с соплами, создающими эффект Коанда, 4 — кили, 5 — реактивное воздушное сопло, 6 — поток от несущего винта, 7 — поперечное сечение балки, 8 — сила, компенсирующая реактивный момент

Хотя идея использования эффекта Коанда потребовала времени для совершенствования, теоретическая основа системы NOTAR проста: управляющая сила возникает по той же причине, по какой возникает подъёмная сила крыла — из-за несимметричного обтекания профиля воздушным потоком. 
Для этого в задней части фюзеляжа (у основания хвостовой балки) расположен вентилятор, приводящийся в движение от редуктора несущего винта. Вентилятор создаёт поток воздуха, выходящий через два сопла на правой стенке хвостовой балки, заставляя нисходящий поток воздуха от несущего винта, обдувающего балку, отклоняться влево, создавая аэродинамическую силу, направленную вправо. Кроме того, для управления используется реактивное воздушное сопло на конце хвостовой балки и кили.

### Достоинства и недостатки
Достоинства системы NOTAR заключаются в повышении безопасности (рулевой винт является уязвимым узлом вертолётов одновинтовой схемы).
Также — значительное снижение уровня шума; вертолёты, оборудованные NOTAR, одни из самых «тихих».

## Разработка и производство

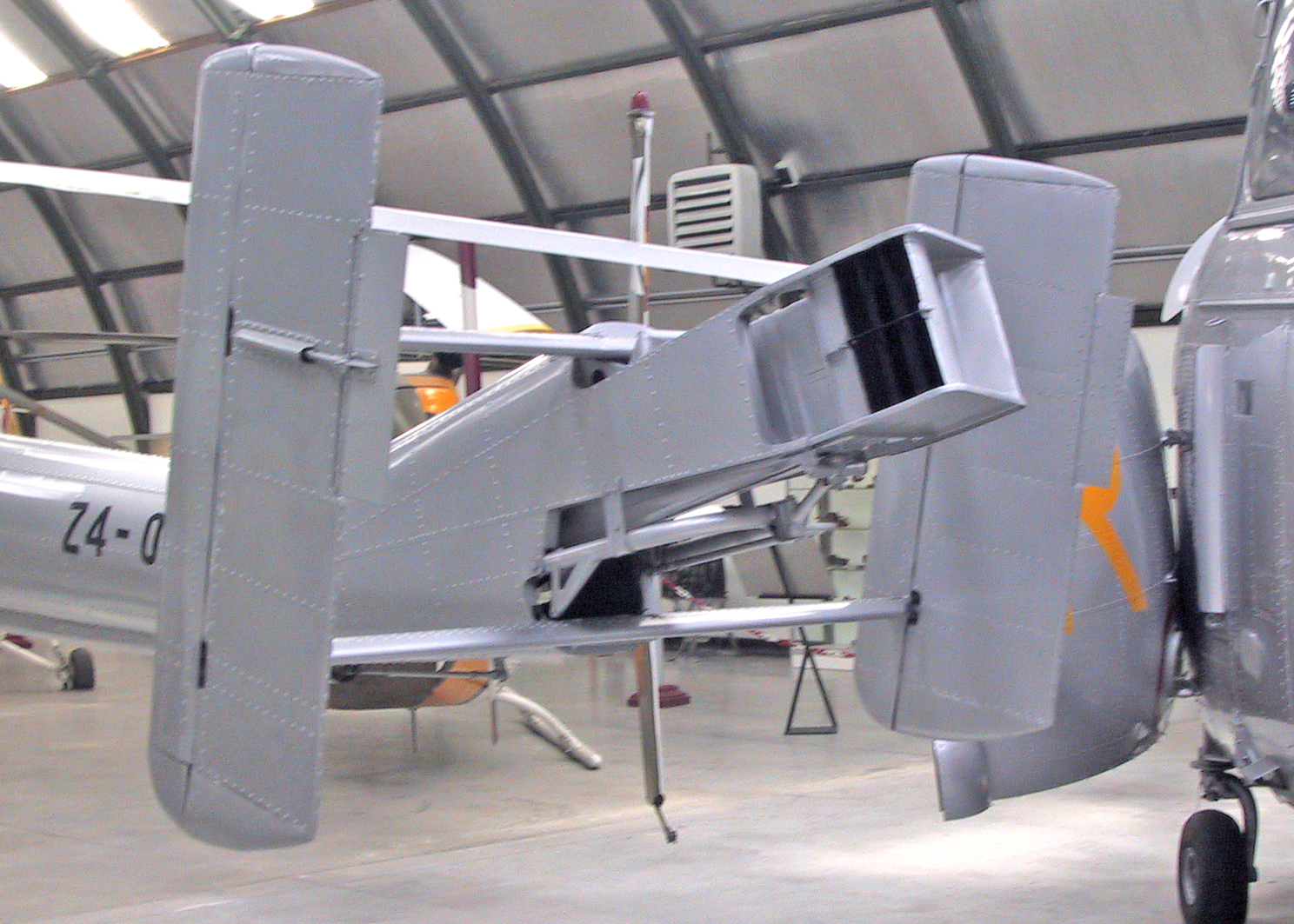
Сопловая система лёгкого вертолёта Aerotécnica AC-14

Применение направленного воздушного потока для компенсации реактивного момента было опробовано в 1945 году на  британском вертолёте Cierva W.9.
Разработка системы NOTAR началась в 1975 году в компании Хьюз Геликоптерз. В декабре 1981 года совершил первый полёт вертолёт OH-6, оборудованный этой системой. Более глубоко модернизированный вариант совершил полёт в марте 1986 года (к этому времени компания «Хьюз» вошла в состав компании МакДоннел Дуглас).
В дальнейшем была разработана и произведена модель NOTAR 520N (N520NT), совершившая первый полёт 1 мая 1990 г. Впоследствии эта машина потерпела катастрофу, 27 сентября 1994 столкнувшись в групповом полёте с вертолётом AH-64D «Апач».
Существует три модели серийных вертолётов, использующих систему NOTAR, все они производятся американской компанией «MD Helicopters»:
- MD 520N — вариант серийного MD 500 с установленной системой NOTAR
- MD 600N — увеличенный вариант MD 520N
- MD 900 Explorer — двухдвигательный восьмиместный вертолёт